# Arroyomolinos de la Vera
Arroyomolinos de la Vera è un comune spagnolo di 555 abitanti situato nella comunità autonoma dell'Estremadura.